# Al-Ittihad Ibb
Al-Ittihad SCC es un equipo de fútbol de Yemen que milita en la Liga Yemení, la liga de fútbol más importante del país.

## Historia
Fue fundado en el año 1967 en la ciudad de Ibb y es un equipo que se ha mantenido a la sombra del equipo grande de la ciudad, el Al Sha'ab Ibb, el cual ya ha sido campeón, mientras que Al-Ittihad SCC nunca lo ha sido, siendo su logro más importante el de la Copa Presidente de Yemen obtenida en el año 1998 luego de vencer a Al-Shoala 1-0 en la final.
A nivel internacional han participado en 1 torneo continental, en la Recopa de la AFC 1999-2000, en la cual fueron eliminados en la primera ronda por el Al-Rayyan de Catar.

## Palmarés
- Copa Presidente de Yemen: 1

1998

## Participación en competiciones de la AFC
| Temporada | Torneo           | Ronda | Club      | Casa | Visita | Global |
| --------- | ---------------- | ----- | --------- | ---- | ------ | ------ |
| 1999/2000 | Recopa de la AFC | 1     | Al-Rayyan | 0-2  | 1-2    | 1-4    |